# Прапор Грузького (Фастівський район)
Прапор Грузького — офіційний символ-прапор села Грузького (Фастівського району Київської області), затверджений рішенням Гружчанської сільської ради від 29 липня 2003 року.

## Опис
Опис надається згідно з рішенням Гружчанської сільської ради «Про затвердження герба та прапора села Грузького Макарівського району Київської області»:
|  | Прямокутне полотнище з співвідношенням сторін 2:3 розділене на три рівні вертикальні смуги, зліва і справа сині, у центрі - біла. |